# Adapsilia
Adapsilia är ett släkte av tvåvingar. Adapsilia ingår i familjen Pyrgotidae.

## Dottertaxa tillAdapsilia, i alfabetisk ordning[1]
- Adapsilia aequalis
- Adapsilia amplipennis
- Adapsilia angustifrons
- Adapsilia apicalis
- Adapsilia armipes
- Adapsilia borneensis
- Adapsilia brahma
- Adapsilia brevispina
- Adapsilia caffra
- Adapsilia coarctata
- Adapsilia coomani
- Adapsilia crassipes
- Adapsilia dorsocentralis
- Adapsilia echinata
- Adapsilia facialis
- Adapsilia flavopilosa
- Adapsilia fusca
- Adapsilia gratiosa
- Adapsilia griseipennis
- Adapsilia hirtoscutellata
- Adapsilia hispida
- Adapsilia illingworthana
- Adapsilia latipennis
- Adapsilia longicaudata
- Adapsilia longifasciata
- Adapsilia longina
- Adapsilia luteola
- Adapsilia mandschurica
- Adapsilia melanocholica
- Adapsilia microcera
- Adapsilia nocturna
- Adapsilia ochrosoma
- Adapsilia opaca
- Adapsilia rufosetosa
- Adapsilia rugosigenis
- Adapsilia scutellaris
- Adapsilia scutellata
- Adapsilia scutellina
- Adapsilia spinifemur
- Adapsilia striatis
- Adapsilia sublatipennis
- Adapsilia tigrina
- Adapsilia trinotata
- Adapsilia wagai
- Adapsilia verrucifer
- Adapsilia vulpina
- Adapsilia ypsilon